# Мерида (Юкатан)
Мерида, також Тіхо, Ічканціо (ісп. Mérida ісп. вимова: [ˈmeɾiða] ( прослухати), юкатек. Joꞌ, мая Tihóo, Ichkanzihóo) — столиця та найбільше місто мексиканського штату Юкатан, а також адміністративний центр муніципалітету Мерида. Населення за переписом 2010 року становить 970 377 мешканців. Біля міста розташований міжнародний аеропорт Мануель-Кресенсіо-Рехон.

## Клімат
Місто знаходиться у зоні, котра характеризується кліматом тропічних саван. Найтепліший місяць — травень із середньою температурою 29.4 °C (85 °F). Найхолодніший місяць — січень, із середньою температурою 23.3 °С (74 °F).
| Клімат Мериди           | Клімат Мериди | Клімат Мериди | Клімат Мериди | Клімат Мериди | Клімат Мериди | Клімат Мериди | Клімат Мериди | Клімат Мериди | Клімат Мериди | Клімат Мериди | Клімат Мериди | Клімат Мериди | Клімат Мериди |
| Показник                | Січ.          | Лют.          | Бер.          | Квіт.         | Трав.         | Черв.         | Лип.          | Серп.         | Вер.          | Жовт.         | Лист.         | Груд.         | Рік           |
| Абсолютний максимум, °C | 36            | 37            | 40            | 42            | 42            | 40            | 40            | 37            | 37            | 36            | 36            | 35            | 42            |
| Середній максимум, °C   | 28            | 30            | 32            | 34            | 35            | 34            | 33            | 33            | 32            | 31            | 30            | 28            | 32            |
| Середня температура, °C | 23            | 23            | 26            | 27            | 29            | 28            | 28            | 28            | 27            | 26            | 25            | 23            | 26            |
| Середній мінімум, °C    | 17            | 18            | 20            | 21            | 23            | 23            | 22            | 22            | 22            | 21            | 20            | 18            | 21            |
| Абсолютний мінімум, °C  | 2             | 1             | 6             | 11            | 11            | 20            | 20            | 20            | 17            | 12            | 2             | 2             | 1             |
| Норма опадів, мм        | 30            | 20            | 20            | 20            | 70            | 140           | 130           | 140           | 160           | 90            | 30            | 30            | 910           |
| ----------------------- | ------------- | ------------- | ------------- | ------------- | ------------- | ------------- | ------------- | ------------- | ------------- | ------------- | ------------- | ------------- | ------------- |
| Джерело: Weatherbase    |               |               |               |               |               |               |               |               |               |               |               |               |               |

## Історія
Місто під назвою Тіхо було засноване не пізніше VIII ст. представниками маянського племені іца. Було релігійним центром утвореного наприкінці VIII ст. союзу маянських міст, до якого входили також Ісамаль, Ушмаль, Чичен і, можливо, Цибільчальтун (так звана «ліга Ічкантіхо»). З поразкою іца від сусідів у X сторіччі занепало, але значення культового центру не втратило.
Під час наступу тольтеків певний час виконувало функції столиці новоутвореної тольтексько-маянської держави, проте у 1047 році халач-вінік Почекішцой переніс столицю до Чичена. Проте жерці Тіхо і надалі користувалися великою повагою, а під егідою місцевих храмів проводили великі ярмарки.
На особливу роль Тіхо в житті місцевих мешканців у XVI ст. звернули увагу іспанці. У 1542 році конкістадор Франсиско де Монтего ель Мосо (тобто — «син») перебудував місто за європейським зразком, надав йому нове ім'я — Мерида (місцеві храми нагадували колонізаторам римські руїни в іспанській Мериді) і перетворив на столицю Юкатану.
31 жовтня 2003 році у цьому місті на політичній конференції високого рівня була відкрита для підписання Конвенція ООН проти корупції.

## Загальні відомості

### Економіка
Вузол шосейних доріг та залізниць. Аеропорт міжнародного значення. Центр одного з найбільших в світі районів плантацій грубоволокнистої агави — генекена. Текстильна (переробка генекена), харчова, металообробна промисловість. Вивіз продукції через порт Прогресо. Університет. Туризм.

### Архітектура
У Мериді прямокутна мережа вулиць (в основі — вулиці стародавнього міста мая). Більшість споруд 16-18 століть має суворий фортечний вигляд.

### Міжнародні події
- 9-11 грудня 2003 року в Мериді проходила Політичної конференції високого рівня, на якій була відкрита для підписання Конвенція ООН проти корупції. Вже на конференції Конвенцію підписали близько 100 держав.

### Сьогодення
По неділях дороги для автомобілістів закриваються і починається свято. Вулиці міста заповнені танцюючими фольклорними гуртами, а о 13.00 біля палацу Уряду проходить традиційна церемонія мая.
Завдяки будинкам, фарбованим у білий колір, Мериду називають «білим містом».

## Пам'ятки
Найвідоміші архітектурні споруди — собор Сан-Ідельфонсо (1563—1599, архітектори П.Авлестія і Ф.Аларкон), монастир Сан-Франсіско (1561, архітектор А.Таранкон), «каса де Монтего» (1549—1551), церкви Лас Монгас (1610—1633), Ла Мегорада (1640), Ла Терсера (кінець XVII ст.), Сан-Кристобаль (1755—1799), Сан-Хуан де Дьос (1770).

## Галерея

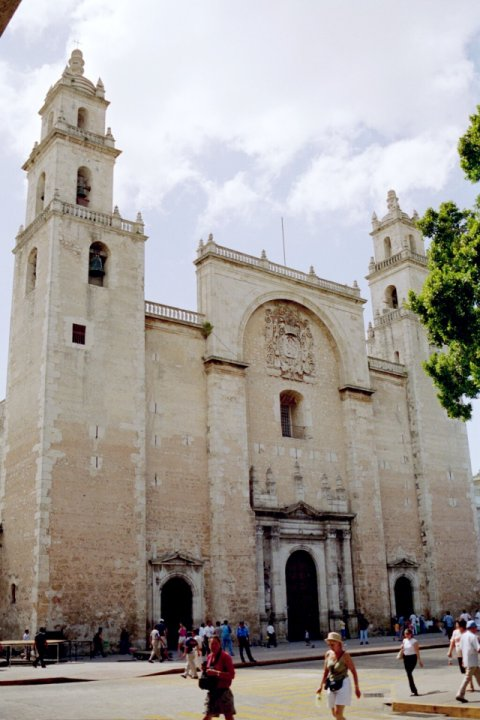
Кафедральний собор
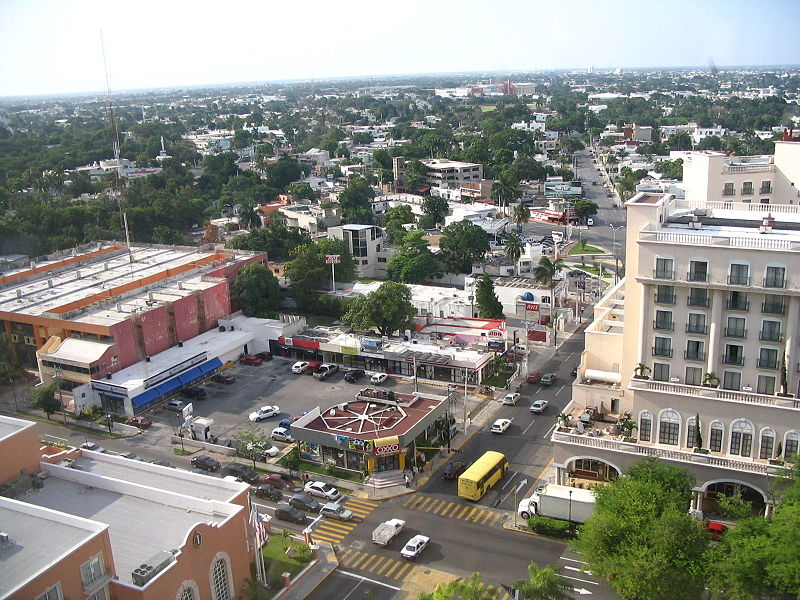
Вид на місто
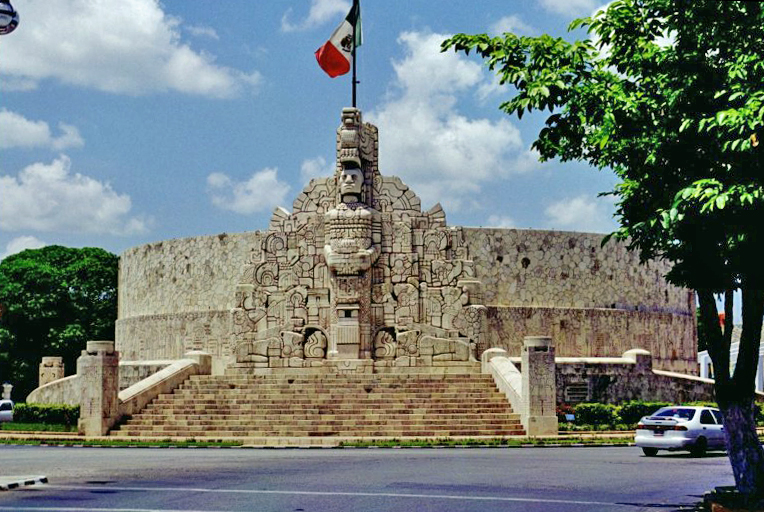
Монумент Батьківщини на вулиці Пасео де Монтехо
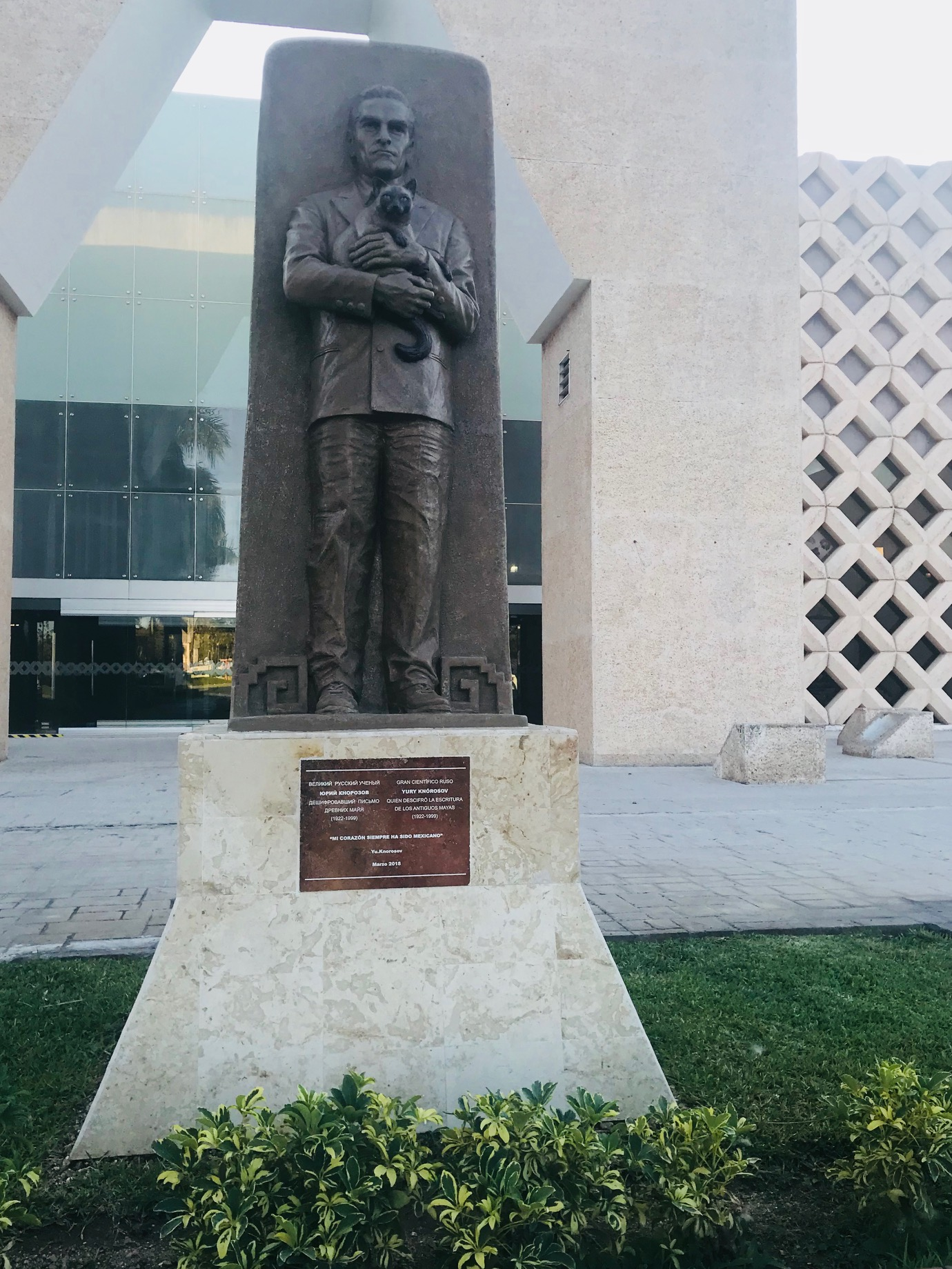
Пам'ятник Юрію Кнорозову, відкритий у березні 2018